# Lepidagathis justicioides
Lepidagathis justicioides är en akantusväxtart som beskrevs av Nathaniel Lord Britton och Henry Hurd Rusby. Lepidagathis justicioides ingår i släktet Lepidagathis och familjen akantusväxter. Inga underarter finns listade i Catalogue of Life.